# Yaroa
Yaroa és un menjar de carrer dominicà originari de Santiago. S'elabora amb patates fregides o un puré d'arrel o tubercle com el plàtan o la yuca, i després es posa en capes amb carn i després formatge. Sovint també s'afegeixen condiments com la maionesa, el ketchup i la mostassa. La carn de vedella, el porc, el pollastre o una combinació de carns són una part comuna del plat. Hi ha moltes versions arreu del país.